# Adlerskogssjön
Adlerskogssjön är en sjö i Kinda kommun i Östergötland och ingår i Motala ströms huvudavrinningsområde. Sjön har en area på 0,175 kvadratkilometer och ligger 98,9 meter över havet.

## Delavrinningsområde
Adlerskogssjön ingår i det delavrinningsområde (642905-150082) som SMHI kallar för Utloppet av Åsunden. Medelhöjden är 120 meter över havet och ytan är 259,6 kvadratkilometer. Räknas de 91 avrinningsområdena uppströms in blir den ackumulerade arean 1 923,67 kvadratkilometer. Stångån som avvattnar avrinningsområdet har biflödesordning 2, vilket innebär att vattnet flödar genom totalt 2 vattendrag innan det når havet efter 127 kilometer. Avrinningsområdet består mestadels av skog (51 procent) och jordbruk (19 procent). Avrinningsområdet har 53,89 kvadratkilometer vattenytor vilket ger det en sjöprocent på 20,7 procent. Bebyggelsen i området täcker en yta av 1,77 kvadratkilometer eller 1 procent av avrinningsområdet.